# 60 pr. n. št.
60 pr. n. št. je bilo leto predjulijanskega rimskega koledarja. V rimskem svetu je bilo znano kot leto sokonzulstva Metela in Afranija, pa tudi kot leto 694 ab urbe condita.
Oznaka 60 pr. Kr. oz. 60 AC (Ante Christum, »pred Kristusom«), zdaj posodobljeno v 60 pr. n. št., se uporablja od srednjega veka, ko se je uveljavilo številčenje po sistemu Anno Domini.

## Dogodki
- Julij Cezar zatre upor v Luzitaniji in jo v veliki meri podjarmi.
- Cezar s Pompejem in Krasom ustanovi prvi rimski triumvirat.